# 295 до н. е.

## Події
- Битва при Сентині
- зникла Чжуншань (держава)

## Померли
- Чжуан-цзи, китайський філософ.
- Публій Децій Мус, римський консул (вбитий у битві при Сентині)